# Manchester, Ohio
Manchester là một làng thuộc quận Adams, tiểu bang Ohio, Hoa Kỳ. Năm 2010, dân số của làng này là 2023 người.